# Arachis monticola
Arachis monticola là một chi đậu trong họ Fabaceae.